# 邾悼公
邾悼公（？—前541年），曹姓，名华，為春秋諸侯國邾国君主第15代君主，是邾宣公的儿子。在位15年。死后，儿子邾庄公继位。
前555年十月，鲁襄公、晋平公、宋平公、卫殇公、郑简公、曹成公、莒犂比公、邾悼公、滕成公、薛伯、杞孝公、小邾穆公同围齐国。前554年，鲁国抓住执邾悼公，以邾国伐鲁国。前553年六月庚申，鲁襄公、晋平公、齐庄公、宋平公、卫殇公、郑简公、曹武公、莒犂比公、邾悼公、滕成公、薛伯、杞孝公，小邾穆公于澶渊会盟。秋，仲孙速帅师伐邾。前552年，鲁襄公、晋平公、齐庄公、宋平公、卫殇公、郑简公、曹武公、莒犂比公、邾悼公于商任会盟。前551年，鲁襄公、晋平公、齐庄公、宋平公、卫殇公、郑简公、曹武公、莒犂比公、邾悼公、薛伯、杞孝公、小邾穆公于沙随会盟。前549年十月乙亥，臧孙纥出奔邾。前548年八月，鲁襄公、晋平公、卫殇公、郑简公、曹武公、莒犂比公、邾悼公、滕成公、薛伯、杞文公、小邾穆公于夷仪会盟。前547年，鲁襄公、晋平公、宋平公、卫殇公、郑简公、曹武公、莒犂比公、邾悼公、滕成公、薛伯、杞文公、小邾穆公于夷仪会盟。前546年，晋楚弭兵之会。六月丙辰，邾悼公至。前545年，邾悼公朝见鲁襄公。前543年十月，鲁叔孙豹、晋赵武、齐公孙虿、宋向戌、卫北宫佗、郑罕虎、曹人、莒人、邾人、滕子、薛人、杞人、小邾人会于澶渊。前541年六月丁巳，邾子华卒。
山东省邹城市出土的邾公华钟，作器者为邾悼公。现藏于山东博物馆，高36.4厘米、口宽18.1厘米，器上有铭文75字。
| 前任： 邾宣公 | 春秋邾国君主 前555年－前541年 | 繼任： 邾庄公 |